# Низамаддин Урганджи
Низамаддин Урганджи (узб. Nizomiddin Urganji; 1871, Бухара, — 1921 год, Гиссар, Бухарский эмират) — государственный и военный деятель, кушбеги — премьер министр (1917—1920) Бухарского эмирата.

## Происхождение
Низамаддин Урганджи по происхождению был из узбеков группы ургенджи, родился в Бухаре. Группа ургенжи была родом из Хорезма, столицей которого до XVII века был Ургенч. От туда и название урганжи. На русском языке Ургенч, а на узбекском языке Урганч, Урганж.

## Политическая и военная деятельность
В период правления эмира Сеид Алим-хана занимал должность бека Чарджуя, затем был назначен на должность диванбеги, а в апреле 1917 года он, по настоянию главы Российского политического агентства в Бухаре А. Я. Миллера был назначен комендантом Бухары, а после отстранения от должности кушбеги Насрулла-бия  он был назначен верховным кушбеги Бухарского эмирата. С его именем связаны жестокие репрессии против джадидов-реформаторов Бухары. В 1920 году бежал вместе с эмиром из Бухары.

## Смерть
Низамаддин Урганджи кушбеги скончался в Гиссаре при бегстве из Бухары в 1921 году.